# جو شاندلير
جو شاندلير (بالإنجليزية: Jo Chandler)‏ هي كاتِبة أسترالية، ولدت في 1965.